# SageMath
SageMath (претходно Sage ili SAGE, систем за алгебарско и геометријско експериментисање) је математички софтвер са функцијама које покривају многе аспекте математике, укључујући алгебре, комбинаторике, нумеричке математике, теорије бројева, и инфинитезимални рачун.
Прва верзија SageMath је пуштен на слободу 24. фебруара 2005. године као слободан и софтвер отвореног кода под условима ГНУ-ове опште јавне лиценце, са почетним циљевима стварања "отвореног кода са алтернативом за Magma, Maple, Mathematica, and MATLAB". Зачетник и вођа пројекта SageMath, William Stein, је математичар на Универзитету у Вашингтону.
SageMath "користи Python-као синтаксу,"  подржава процедуралне, функционалне и објектно оријентисане конструкте.

## Karakteristike
Карактеристике SageMath укључују:
- Лаптоп базиран на претраживачу за ревизију и поновно коришћење претходних улаза и излаза, укључујући графику и текст напомена. Компатибилан са Firefox, Opera, Konqueror, Google Chrome и Safari. Лаптоп може приступити локално или даљински и веза може бити осигурана са HTTPS.
- Текстуалне командне линије интерфејса  користећи IPython
- Подршка за паралелну обраду коришћењем вишејезгарних процесора, више процесора или дистрибуираног рачунарства
- Рачунање користећи  Maxima и SymPy
- Нумеричка линеарна алгебра користи GSL, SciPy и NumPy
- Библиотеке основних и специјалних математичких функција
- 2Д и 3Д графици симболичких функција и нумеричких података
- Матрица манипулација, укључујући и ретке низове
- Мултиваријантна статистика библиотеке, помоћу R и SciPy
- toolkit за додавање корисничких интерфејса за прорачуне и апликације[5]
- Теорија графова визуализације и алати анализе
- Библиотеке бројевне теорије функција
- Подршка за комплексне бројеве, произвољну прецизност и симболичко рачунање
- Техничка обрада текста, укључујући уређивање формуле и уграђивање SageMath у LaTeX документуs[6]
- Пајтонова стандардна библиотека, укључујући и алате за повезивање на   SQL, HTTP, HTTPS, NNTP, IMAP, SSH, IRC, FTP и друге
- Интерфејс на неке апликације независне као што су Mathematica, Magma, R, и Maple
- MoinMoin као Вики систем за управљање знањем
- Документација користећи Sphinx
- Аутоматски Тест-пакет
- Извршење фортран, C, C++, и Cython кодае[7]
- Иако није предвиђена SageMath директно, SageMath може бити позван изнутра  Mathematica;[8]ао што је урађено у овом примеру  Mathematica notebook Архивирано на веб-сајту  (19. јул 2011)

## Развој
Вилијам Стајн реализован приликом дизајнирања Sage  када је било много отворених кодова математиких софтверски пакета већ написаних на различитим језицима, односно C, C++, Common Lisp, Фортран и Пајтон.
 Уместо топлу воду, Sage (што је углавном написан у Python и Cython) интегрише многе специјализоване математике софтверске пакете у заједничком интерфејсу, за који корисник треба да зна само пајтон. Међутим, Sage садржи стотине хиљада јединствених линија кода додајући нове функције и стварајући интерфејс између његових компоненти.
SageMath користи и студенте и професионалце за развој. Развој SageMath је подржан од стране оба волонтерска рада и донација.

### Историја обраде
Само главна издања су наведена у наставку. SageMath практикује "ослобађање рано, ослобађање често" концепт, са издањима на сваких неколико недеља или месеци. Све у свему, било је више од 300 издања, иако је њихова учесталост је смањена.
| Version | Release Date             | Description                                                                                         |
| ------- | ------------------------ | --------------------------------------------------------------------------------------------------- |
| 0.1     | Јануар 2005              | |
| 0.2–0.4 | Март до Јула 2005        | Cremona's база података, мултивариате полиноми, велики коначних поља и још много тога документација |
| 0.5–0.7 | Август до Септембра 2005 | Векторски простори, прстење, модуларни симболи, и прозори коришћења                                 |
| 0.8     | Октобар 2005             | Пуна дистрибуција GAP, Singular                                                                     |
| 0.9     | Новембар 2005            | Maxima и clisp додати                                                                               |
| 1.0     | Фебруар 2006             | |
| 2.0     | Јануар 2007              | |
| 3.0     | Април 2008               | Интеракција Р интерфејса                                                                            |
| 4.0     | Мај 2009                 | Solaris 10 подршка, 64bit OSX подршка                                                               |
| 5.0     | Мај 2012                 | OSX Lion подршка                                                                                    |
| 6.0     | Децембар 2013            | SageMath развој преселио у Git                                                                      |

## Достигнућа
- 2007: прва награда у науци софтвера  Лес Les Trophées du Libre, на међународном такмичењу за слободни софтвер
[14]
- 2012: један од изабраних за Google Summer of Code.[15]
- 2013: ACM/SIGSAM Jenks Prize.[16]
- SageMath је цитиран у различитим публикацијама.[17][18]

## Перформансе
Оба бинарна и изворна кода су доступна за SageMath са  странице за скидање. Ако је SageMath изграђен од изворног кода, многи од укључених библиотека, као што су ATLAS, FLINT, и NTL ће бити подешен и оптимизован за тај рачунар, узимајући у обзир број процесора, величине својих скровишта, да ли постоји хардверска подршка за ССЕ инструкције, итд 
Cython може повећати брзину SageMath програма, као претварање Python кода у C.

## Лиценцирање и доступност
SageMath  је слободан софтвер, дистрибуира под условима ГНУ-ове опште јавне лиценце. SageMath је доступан на много начина:
- Изворни код се може преузети са странице преузимања. Иако не препоручује за крајње кориснике, развојна издања SageMath су такође доступна.
- Binaries може се скинути за  Linux, OS X и Solaris (both x86 иSPARC).
- На CD-у Linux оперативни систем је такође доступан. Ово омогућава коришћење Sage без инсталације Linux-а.
- Корисници могу користити онлајн верзију  SageMath на sagenb.org, али је прекинуто у априлу 2015. године.
- Корисници могу користити онлајн  "једна ћелија" верзију SageMath на sagecell.sagemath.org или уградити једну sage ћелију у било коју веб страницу. Корисници могу да праве пермалинкс на SageMath израчунавања користећи сервер ћелија.[20]
- Нови онлајн SageMath notebook je dostupan na cloud.sagemath.com.

Иако је Microsoft спонзор верзије  Sage за Windows оперативни систем, од 2012. није било никаквих планова за матерњи порт, а корисници Windows-а тренутно морају да користе технологију виртуелизације као што ВиртуалБок за покретање Sage. Као Sage 5.9, углавном успешно гради на Cygwin.
Linux дистрибуције и којима SageMath је доступан у пакету су Mandriva, Fedora, и Arch Linux. Такође је доступан као наменски Ubuntu PPA.  Међутим, SageMath може да се инсталира на било коју Linux дистрибуцију.
Gentoo prefix такође пружа  Sage на другим оперативним системима.

## Софтверски пакети садржани у SageMath-у
Филозофија SageMath је коришћење постојећих библиотека отворених кодова где год они постоје. Стога, користи многе библиотеке из других пројеката.
| Алгебра                           | GAP, Maxima, Singular                        |
| Алгебарска геометрија             | Singular                                     |
| Аритметика произвољне прецизности | MPIR, MPFR, MPFI, NTL, mpmath                |
| Аритметичка геометрија            | PARI/GP, NTL, mwrank, ecm                    |
| Рачунање                          | Maxima, SymPy, GiNaC                         |
| Комбинаторика                     | Symmetrica, Sage-Combinat                    |
| Линеарна алгебра                  | ATLAS, BLAS, LAPACK, NumPy, LinBox, IML, GSL |
| Теорија графова                   | NetworkX                                     |
| Теорија група                     | GAP                                          |
| Нумеричко рачунање                | GSL, SciPy, NumPy, ATLAS                     |
| Теорија бројева                   | PARI/GP, FLINT, NTL                          |
| Статистичко рачунарство           | R, SciPy                                     |

| Љуска командне линије         | IPython                         |
| База података                 | ZODB, SQLite                    |
| Графички интерфејс            | SageMath Notebook, jsMath       |
| Графика                       | matplotlib, Tachyon3d, GD, Jmol |
| Интерактивни програмски језик | Python                          |
| Умрежавање                    | Twisted                         |

| Диференцијална геометрија и Тензорски Рачун | Sage Manifolds |

## Примери коришћења

### Алгебра и рачунање
```
x
,
 
a
,
 
b
,
 
c
 
=
 
var
(
'x, a, b, c'
)

# Имајте на уму да IPython такође подржава бржи начин да се то уради, позивом

# ово је еквивалентно изразима који почињу са зарезом:

# ,var x a b c

log
(
sqrt
(
a
))
.
simplify_log

 
# враћа 1/2*log(a)

log
(
a
 
/
 
b
)
.
expand_log

 
# враћа log(a) - log(b)

sin
(
a
 
+
 
b
)
.
simplify_trig

 
# враћа sin(a)*cos(b) + sin(b)*cos(a)

cos
(
a
 
+
 
b
)
.
simplify_trig

 
# враћа -sin(a)*sin(b) + cos(a)*cos(b)

(
a
 
+
 
b
)
^
5
 
# враћа (a + b)^5

expand
((
a
 
+
 
b
)
 
^
 
5
)
 
# a^5 + 5*a^4*b + 10*a^3*b^2 + 10*a^2*b^3 + 5*a*b^4 + b^5

limit
((
x
 
^
 
2
 
+
 
1
)
 
/
 
(
2
 
+
 
x
 
+
 
3
 
*
 
x
 
^
 
2
),
 
x
=
Infinity
)
 
# враћа 1/3

limit
(
sin
(
x
)
 
/
 
x
,
 
x
=
0
)
 
# враћа 1

diff
(
acos
(
x
),
 
x
)
 
# враћа -1/sqrt(-x^2 + 1)

f
 
=
 
exp
(
x
)
 
*
 
log
(
x
)

f
.
diff
(
x
,
 
3
)
 
# враћа e^x*log(x) + 3*e^x/x - 3*e^x/x^2 + 2*e^x/x^3

solve
(
a
 
*
 
x
 
^
 
2
 
+
 
b
 
*
 
x
 
+
 
c
,
 
x
)
 
# враћа [x == -1/2*(b + sqrt(-4*a*c + b^2))/a,

                                
# x == -1/2*(b - sqrt(-4*a*c + b^2))/a]

f
 
=
 
x
 
^
 
2
 
+
 
432
 
/
 
x

solve
(
f
.
diff
(
x
)
 
==
 
0
,
 
x
)
 
# враћа [x == 3*I*sqrt(3) - 3,

                         
# x == -3*I*sqrt(3) - 3, x == 6]

```

### Диференцијалне једначине
```
t
 
=
 
var
(
't'
)
 
# дефинише променљиву t

x
 
=
 
function
(
'x'
,
 
t
)
 
# дефинише x да буде функција променљиве

de
 
=
 
(
diff
(
x
,
 
t
)
 
+
 
x
 
==
 
1
)

desolve
(
de
,
 
[
x
,
 
t
])
 
# враћа (c + e^t)*e^(-t)

```

### Линеарна алгебра
```
A
 
=
 
matrix
([[
1
,
 
2
,
 
3
],
 
[
3
,
 
2
,
 
1
],
 
[
1
,
 
1
,
 
1
]])

y
 
=
 
vector
([
0
,
 
-
4
,
 
-
1
])

A
.
solve_right
(
y
)
 
# враћа (-2, 1, 0)

A
.
eigenvalues

 
# враћа [5, 0, -1]

B
 
=
 
matrix
([[
1
,
 
2
,
 
3
],
 
[
3
,
 
2
,
 
1
],
 
[
1
,
 
2
,
 
1
]])

B
.
inverse

 
# враћа

   
[
   
0
  
1
/
2
 
-
1
/
2
]

   
[
-
1
/
4
 
-
1
/
4
    
1
]

   
[
 
1
/
2
    
0
 
-
1
/
2
]

# исте матрице, али током дуплог круга (не рационалним бројевима, као горе)

sage
:
 
B
 
=
 
matrix
(
RDF
,
 
1
,
 
2
,
 
3
],
 
[
3
,
 
2
,
 
1
],
 
[
1
,
 
2
,
 
1
)

sage
:
 
B
.
inverse


[
-
5.55111512313e-17
 
0.5
 
-
0.5
]

[
 
-
0.25
 
-
0.25
 
1.0
]

[
 
0.5
 
0.0
 
-
0.5
]

# Позив NumPy за Moore-Penrose псеудо-инверзије,

# јер SageMath не подржава то.

import
 
numpy

C
 
=
 
matrix
([[
1
 
,
 
1
],
 
[
2
 
,
 
2
]])

matrix
(
numpy
.
linalg
.
pinv
(
C
))
 
# враћа

   
[
0.1
 
0.2
]

   
[
0.1
 
0.2
]

```

### Теорија бројева
```
prime_pi
(
1000000
)
 
# враћа 78498, број простих бројева мање од једног милиона

E
 
=
 
EllipticCurve
(
'389a'
)
 
# изградити елиптичне криве од Cremona етикете

P
,
 
Q
 
=
 
E
.
gens


7
 
*
 
P
 
+
 
Q
 
# враћа (24187731458439253/244328192262001 :

          
# 3778434777075334029261244/3819094217575529893001 : 1)

sage
:
 
E2
 
=
 
EllipticCurve
(
CC
,
 
[
0
,
0
,
-
2
,
1
,
1
])

sage
:
 
E2

Elliptic
 
Curve
 
defined
 
by
 
y
^
2
 
+
 
(
-
2.00000000000000
)
*
y
 
=

         
x
^
3
 
+
 
1.00000000000000
*
x
 
+
 
1.00000000000000
 
over
 
         
Complex
 
Field
 
with
 
53
 
bits
 
of
 
precision

sage
:
 
E2
.
j_invariant


61.7142857142857

```

## Повезани пројекти
- Sagemath Cloud компактан математици у облаку
- Sage Math for Android to access Sagemath Cloud from Android
- LMFDB database of L-functions, modular forms, and related objects
- FindStat database of combinatorial statistics